# Plá (Argentina)
Plá è una località dell'Argentina, parte del partido di Alberti nella provincia di Buenos Aires, ubicata a 11,5 km da Alberti, capoluogo del partido.
In questa città ha sede il rinomato vivaio Criadero Klein, di fama internazionale.

## Origini del nome
La località prende il nome da Francisco Plá, proprietario dei terreni sui quali fu fondata la stazione ferroviaria.

## Storia
L'area dell'attuale Plá era piuttosto nota fin dall'epoca coloniale, in quanto tappa del cammino verso il lago Salinas Grandes. La località era abitata fin dagli inizi del ventesimo secolo, grazie all'afflusso di coloni dettato dall'espansione dell'agricoltura nella provincia. 
Nel 1921 fu inaugurata la stazione della linea Compañía General de Ferrocarriles en la Provincia de Buenos Aires, fondata nel 1909 e che connetteva la località ai capolinea Buenos Aires e Patricios. La stazione fu intitolata al proprietario delle terre su cui sorgeva.

## Società

### Evoluzione demografica
Al 2010 la città conta 192 abitanti, rappresentando una diminuzione del 19% rispetto ai 237 abitanti del censimento precedente, datato 2001.

## Infrastrutture e trasporti
La città è collegata ad Alberti, capoluogo del partido, attraverso la strada provinciale 002-01. Nelle vicinanze del territorio sorge anche la Strada nazionale 5.